# Ullene socken
Ullene socken i Västergötland ingick i Vilske härad, ingår sedan 1974 i Falköpings kommun och motsvarar från 2016 Ullene distrikt.
Socknens areal är 24,14 kvadratkilometer varav 24,12 land. År 2000 fanns här 131 invånare. Sockenkyrkan Ullene kyrka ligger i socknen.

## Administrativ historik
Socknen har medeltida ursprung. Under medeltiden fanns två kyrkor i socken, Ullene kyrka och Åsaka kyrka, vilka båda byggdes under tidig medeltid. På 1400-talet nämns socken som Aska Vllene sokin, vilket tyder på att Ullene och Åsaka tidigare kan ha varit skilda socknar.
Vid kommunreformen 1862 övergick socknens ansvar för de kyrkliga frågorna till Ullene församling och för de borgerliga frågorna bildades Ullene landskommun. Landskommunen uppgick 1952 i Vilske landskommun som 1974 uppgick i Falköpings kommun. Församlingen uppgick 2006 i Floby församling.
1 januari 2016 inrättades distriktet Ullene, med samma omfattning som församlingen hade 1999/2000.  
Socknen har tillhört län, fögderier, tingslag och domsagor enligt vad som beskrivs i artikeln Vilske härad. De indelta soldaterna tillhörde Skaraborgs regemente, Vilska kompani.

## Geografi
Ullene socken ligger väster om Falköping. Socknen är en flack skogsbygd som omger en mindre odlingsbygd i dess centrala del med  häradsallmänningen Gryten i sockens västra och norra delar.
Socknen gränsar till socknarna Vilske-Kleva socken, Gökhems socken, Sörby socken, Västergötland och Trävattna i Vilske härad, samt Edsvära socken och Norra Vånga socken i Skånings härad. 

### Åsaka
Åsaka by ligger ca tre km söder om kyrkbyn Ullene. Åsaka kyrka hade rakslutet kor och var troligen en stavkyrka. Kyrkan bör ha varit 10,5 m lång, varav det smalare koret utgjorde 3,7 m. Troligen övergavs Åsaka kyrka redan under mitten av medeltiden. Åsaka by låg på en ås ända fram till laga skifte på 1860-talet.

## Fornlämningar
Socknen har ett fåtal fynd från stenåldern och bronsåldern, men däremot flera gravfält och domarringar från järnåldern. Ett gravfält väster om Åsaka by (RAÄ-nr Ullene 19:1) är den enda fornlämning från forntiden, vilken ansågs viktig nog att R-markeras på topografiska kartan i Riksantikvarieämbetets fornminnesinventeringen 1983. Gravfältet innehåller resta stenar.

## Namnet
Namnet skrevs på 1330-talet Ollenee och kommer från kyrkbyn. Efterleden är vin, 'betesmark, äng'. Förleden har flera tolkningar. Det kan innehålla gudanamnet Ull eller ett likartat ord som betyder 'glänta i skog'.

## Personer från bygden
En av Ullenes mest kända innevånare var den kloka gumman Göta-Lena på 1860-talet. Hon bodde på Lilla Malmeneslätt och var granne med "Ullakloa" (Ullene krog).